# Éliminatoires de la Coupe du monde féminine de football 2019
Navigation
Édition précédente Édition suivante
Les éliminatoires pour la Coupe du monde féminine de football 2019 mettent aux prises un nombre de 143 équipes nationales, afin de qualifier 23 sélections pour disputer la phase finale qui se joue en France du 7 juin au 7 juillet 2019. 4 nouvelles nations font leur entrée dans la Coupe du monde féminine : le Chili, l'Écosse, la Jamaïque et l'Afrique du Sud. 2 font leur retour : l'Italie et l'Argentine.

## Confédérations
Les qualifications sont organisées par 6 confédérations continentales.
| Confédération | Membres | Membres de la FIFA | Mode de qualification                   | Engagés | Éliminés | Qualifiés | Début des qualifications | Fin des qualifications |
| ------------- | ------- | ------------------ | --------------------------------------- | ------- | -------- | --------- | ------------------------ | ---------------------- |
| UEFA          | 55      | 55                 | Éliminatoires UEFA                      | 46      | 38       | 8         | 6 avril 2017             | 13 novembre 2018       |
| AFC           | 47      | 46                 | Coupe d'Asie des nations 2018           | 24      | 19       | 5         | 3 avril 2017             | 20 avril 2018          |
| CONCACAF      | 41      | 35                 | Championnat féminin de la CONCACAF 2018 | 28      | 24       | 3 + 0     | 5 mai 2018               | 17 octobre 2018        |
| CAF           | 56      | 54                 | Coupe d'Afrique des nations 2018        | 24      | 21       | 3         | 4 avril 2018             | 1er décembre 2018      |
| CONMEBOL      | 10      | 10                 | Copa América 2018                       | 10      | 7        | 2 + 1     | 4 avril 2018             | 22 avril 2018          |
| OFC           | 14      | 11                 | Coupe d'Océanie 2018                    | 11      | 10       | 1         | 24 août 2018             | 1er décembre 2018      |
| Total         | 223     | 211                |                                         | 143     | 120      | 23        |                          |                        |

- Les équipes participant à leur Coupe continentale mais ne pouvant pas se qualifier pour la Coupe du monde ne sont pas comptabilisées.
- Le nombre d'équipes engagées englobe l'ensemble des participantes (sauf le cas ci-dessus) des éliminatoires à la phase finale des différentes Coupes continentales.
- En comptant la France, c'est 144 équipes engagées pour cette Coupe du monde et 24 qualifiées, dont 9 de l'UEFA.

## Liste des qualifiés

### Par mode de qualification
- Pays hôte (qualifié d'office) :
  -  France
- Europe (UEFA) : Éliminatoires de la Coupe du monde féminine de football 2019 : zone Europe
  -  Angleterre 1re place du Groupe 1
  -  Écosse 1re place du Groupe 2
  -  Norvège 1re place du Groupe 3
  -  Suède 1re place du Groupe 4
  -  Allemagne 1re place du Groupe 5
  -  Italie 1re place du Groupe 6
  -  Espagne 1re place du Groupe 7
  -  Pays-Bas Vainqueur du barrage
- Asie (AFC) : Coupe d'Asie des nations féminine de football 2018
  -  Japon Vainqueur
  -  Australie Finaliste
  -  Chine Demi-finaliste 3e place
  -  Thaïlande Demi-finaliste 4e place
  -  Corée du Sud 5e place
- Amérique du Nord, Amérique centrale et Caraïbes (CONCACAF) : Championnat féminin de la CONCACAF 2018
  -  États-Unis Vainqueur
  -  Canada Finaliste
  -  Jamaïque Demi-finaliste 3e place
- Afrique (CAF) : Coupe d'Afrique des nations féminine de football 2018
  -  Nigeria Vainqueur
  -  Afrique du Sud Finaliste
  -  Cameroun Demi-finaliste 3e place
- Amérique du Sud (CONMEBOL) : Copa América féminine 2018
  -  Brésil Vainqueur
  -  Chili 2e place
- Océanie (OFC) : Coupe d'Océanie féminine de football 2018
  -  Nouvelle-Zélande Vainqueur
- Barragiste : Barrage CONCACAF-CONMEBOL
  -  Argentine Vainqueur

### Par ordre chronologique
| Ordre de qualification | Équipe           | Parcours                                                           | Date de qualification                                              | Phase finale | Dernière participation | Meilleure performance passée       | Coupe du monde 2015 |
| ---------------------- | ---------------- | ------------------------------------------------------------------ | ------------------------------------------------------------------ | ------------ | ---------------------- | ---------------------------------- | ------------------- |
| 1                      | France           | Qualifiée d'office - Pays hôte désigné par la FIFA le 19 mars 2015 | Qualifiée d'office - Pays hôte désigné par la FIFA le 19 mars 2015 | 4e           | 2015                   | 4e place (2011)                    | Quart de finale     |
| 2                      | Chine            | Demi-finale 3e de la Coupe d'Asie 2018                             | 9 avril 2018                                                       | 7e           | 2015                   | Finale (1999)                      | Quart de finale     |
| 3                      | Thaïlande        | Demi-finale 4e de la Coupe d'Asie 2018                             | 12 avril 2018                                                      | 2e           | 2015                   | 1er tour (2015)                    | 1er tour            |
| 4                      | Japon            | Vainqueur de la Coupe d'Asie 2018                                  | 13 avril 2018                                                      | 8e           | 2015                   | Vainqueur (2011)                   | Finale              |
| 5                      | Australie        | Finale de la Coupe d'Asie 2018                                     | 13 avril 2018                                                      | 7e           | 2015                   | Quart de finale (2007, 2011, 2015) | Quart de finale     |
| 6                      | Corée du Sud     | 5e de la Coupe d'Asie 2018                                         | 16 avril 2018                                                      | 3e           | 2015                   | Huitième de finale (2015)          | Huitième de finale  |
| 7                      | Brésil           | Vainqueur de la Copa América 2018                                  | 19 avril 2018                                                      | 8e           | 2015                   | Finale (2007)                      | Huitième de finale  |
| 8                      | Chili            | 2e de la Copa América 2018                                         | 22 avril 2018                                                      | 1re          | -                      | -                                  | Non qualifié        |
| 9                      | Espagne          | 1re place du Groupe 7 de la zone Europe                            | 8 juin 2018                                                        | 2e           | 2015                   | 1er tour (2015)                    | 1er tour            |
| 10                     | Italie           | 1re place du Groupe 6 de la zone Europe                            | 8 juin 2018                                                        | 3e           | 1999                   | Quart de finale (1991)             | Non qualifié        |
| 11                     | Angleterre       | 1re place du Groupe 1 de la zone Europe                            | 31 août 2018                                                       | 5e           | 2015                   | 3e place (2015)                    | 3e place            |
| 12                     | Écosse           | 1re place du Groupe 2 de la zone Europe                            | 4 septembre 2018                                                   | 1re          | -                      | -                                  | Non qualifié        |
| 13                     | Norvège          | 1re place du Groupe 3 de la zone Europe                            | 4 septembre 2018                                                   | 8e           | 2015                   | Vainqueur (1995)                   | Huitième de finale  |
| 14                     | Suède            | 1re place du Groupe 4 de la zone Europe                            | 4 septembre 2018                                                   | 8e           | 2015                   | Finale (2003)                      | Huitième de finale  |
| 15                     | Allemagne        | 1re place du Groupe 5 de la zone Europe                            | 4 septembre 2018                                                   | 8e           | 2015                   | Vainqueur (2003, 2007)             | 4e place            |
| 16                     | Canada           | Finale du Championnat féminin de la CONCACAF 2018                  | 14 octobre 2018                                                    | 7e           | 2015                   | 4e place (2003)                    | Quart de finale     |
| 17                     | États-Unis       | Vainqueur du Championnat féminin de la CONCACAF 2018               | 14 octobre 2018                                                    | 8e           | 2015                   | Vainqueur (1991, 1999, 2015)       | Vainqueur           |
| 18                     | Jamaïque         | 3e du Championnat féminin de la CONCACAF 2018                      | 17 octobre 2018                                                    | 1re          | -                      | -                                  | Non qualifié        |
| 19                     | Pays-Bas         | Vainqueur du barrage de la zone Europe                             | 13 novembre 2018                                                   | 2e           | 2015                   | Huitième de finale (2015)          | Huitième de finale  |
| 20                     | Argentine        | Vainqueur du Barrage CONCACAF-CONMEBOL                             | 13 novembre 2018                                                   | 3e           | 2007                   | 1er tour (2003, 2007)              | Non qualifié        |
| 21                     | Nigeria          | Vainqueur de la Coupe d'Afrique des nations 2018                   | 27 novembre 2018                                                   | 8e           | 2015                   | Quart de finale (1999)             | 1er tour            |
| 22                     | Afrique du Sud   | Finale de la Coupe d'Afrique des nations 2018                      | 27 novembre 2018                                                   | 1re          | -                      | -                                  | Non qualifié        |
| 23                     | Cameroun         | 3e de la Coupe d'Afrique des nations 2018                          | 30 novembre 2018                                                   | 2e           | 2015                   | Huitième de finale (2015)          | Huitième de finale  |
| 24                     | Nouvelle-Zélande | Vainqueur de la Coupe d'Océanie 2018                               | 1er décembre 2018                                                  | 5e           | 2015                   | 1er tour (1991, 2007, 2011, 2015)  | 1er tour            |

Non qualifiés de l'édition 2015 :
- Colombie Huitième de finale
- Suisse Huitième de finale
- Costa Rica 1er tour
- Mexique 1er tour
- Côte d'Ivoire 1er tour
- Équateur 1er tour

## Europe (UEFA)
Nombre de qualifiés : 8 sur 46.
L'Europe est le seul continent où la qualification féminine se fait indépendamment de sa Coupe continentale. Ainsi, l'Euro 2017 est sans conséquence pour la Coupe du monde 2019.

### Phase principale de groupes
- Après un tour préliminaire concernant les équipes les plus faibles, une phase de groupes (du 14 septembre 2017 au 4 septembre 2018) réunit 35 équipes réparties en 7 groupes de 5, qui s'affrontent lors de tournois toutes rondes à deux tours.
- Les 7 vainqueurs de groupe sont directement qualifiés pour la Coupe du monde 2019.
- Les quatre meilleures deuxièmes accèdent aux barrages.

| Groupe 1           | Groupe 2    | Groupe 3             | Groupe 4 | Groupe 5   | Groupe 6 | Groupe 7 |
| ------------------ | ----------- | -------------------- | -------- | ---------- | -------- | -------- |
| Angleterre         | Écosse      | Norvège              | Suède    | Allemagne  | Italie   | Espagne  |
| Pays de Galles     | Suisse      | Pays-Bas             | Danemark | Islande    | Belgique | Autriche |
| Russie             | Pologne     | République d'Irlande | Ukraine  | Tchéquie   | Portugal | Finlande |
| Bosnie-Herzégovine | Albanie     | Irlande du Nord      | Hongrie  | Slovénie   | Roumanie | Serbie   |
| Kazakhstan         | Biélorussie | Slovaquie            | Croatie  | Îles Féroé | Moldavie | Israël   |

- Sélection qualifiée pour la Coupe du monde 2019
- Sélection accédant au barrage européen
- Sélection éliminée

### Barrages
Des barrages (du 5 octobre au 13 novembre 2018) à élimination directe en matchs aller et retour permettent de désigner la huitième et dernière équipe qualifiée.
| Nation   | Stade de la compétition |
| -------- | ----------------------- |
| Pays-Bas | Vainqueur               |
| Suisse   | Finale                  |
| Belgique | Demi-finale             |
| Danemark | Demi-finale             |

- Sélection qualifiée pour la Coupe du monde 2019
- Sélection éliminée

## Asie (AFC)
La Coupe d'Asie sert de qualification pour la Coupe du monde.
- La phase finale de la Coupe d'Asie des nations féminine de football 2018 se déroule en Jordanie du 6 au 20 avril 2018.
- Les quatre demi-finalistes sont qualifiés pour la Coupe du monde 2019.
- Le vainqueur du match de classement (5e et 6e places) entre les 2 équipes troisièmes de leur groupe au premier tour se qualifie également pour la Coupe du monde 2019.

| Place              | Nation       | Stade de la compétition |
| ------------------ | ------------ | ----------------------- |
| Médaille d'or      | Japon        | Vainqueur               |
| Médaille d'argent  | Australie    | Finale                  |
| Médaille de bronze | Chine        | Demi-finale             |
| 4                  | Thaïlande    | Demi-finale             |
| 5                  | Corée du Sud | 3e de Groupe            |
| 6                  | Philippines  | 3e de Groupe            |
| 7                  | Jordanie     | 4e de Groupe            |
| 8                  | Viêt Nam     | 4e de Groupe            |

- Sélection qualifiée pour la Coupe du monde 2019
- Sélection éliminée

## Amérique du Nord, Amérique centrale et Caraïbes (CONCACAF)
Le Championnat de la CONCACAF sert de qualification pour la Coupe du monde.
- 30 équipes participent à cette compétition, mais la Guadeloupe et la Martinique, non membres de la FIFA, ne peuvent se qualifier pour la Coupe du monde.

- Le phase finale du Championnat féminin de la CONCACAF 2018 se déroule aux États-Unis du 4 au 17 octobre 2018.
  - Les 2 finalistes ainsi que le vainqueur du match pour la troisième place sont qualifiés pour la Coupe du monde 2019.
  - L'équipe classée quatrième accède au barrage intercontinental face à une équipe de la CONMEBOL.

| Place              | Nation            | Stade de la compétition |
| ------------------ | ----------------- | ----------------------- |
| Médaille d'or      | États-Unis        | Vainqueur               |
| Médaille d'argent  | Canada            | Finale                  |
| Médaille de bronze | Jamaïque          | Demi-finale             |
| 4                  | Panama            | Demi-finale             |
| 5                  | Costa Rica        | Premier tour            |
| 6                  | Mexique           | Premier tour            |
| 7                  | Trinité-et-Tobago | Premier tour            |
| 8                  | Cuba              | Premier tour            |

- Sélection qualifiée pour la Coupe du monde 2019
- Sélection accédant au barrage intercontinental
- Sélection éliminée

## Afrique (CAF)
La Coupe d'Afrique des nations sert de qualification pour la Coupe du monde.
- La phase finale de la Coupe d'Afrique des nations féminine de football 2018 se déroule au Ghana du 17 novembre au 1er décembre 2018. 
  - Une phase de groupes oppose 8 équipes réparties en 2 groupes de 4. Les 2 premières de chaque groupe sont qualifiées pour les demi-finales. 
    - Les 2 finalistes ainsi que le vainqueur du match pour la troisième place sont qualifiés pour la Coupe du monde 2019.

| Place              | Nation                  | Stade de la compétition |
| ------------------ | ----------------------- | ----------------------- |
| Médaille d'or      | Nigeria                 | Vainqueur               |
| Médaille d'argent  | Afrique du Sud          | Finale                  |
| Médaille de bronze | Cameroun                | Demi-finale             |
| 4                  | Mali                    | Demi-finale             |
| 5                  | Zambie                  | Premier tour            |
| 6                  | Ghana                   | Premier tour            |
| 7                  | Algérie                 | Premier tour            |
| 8                  | Guinée équatoriale (NQ) | Premier tour            |

- Sélection qualifiée pour la Coupe du monde 2019
- Sélection éliminée

NQ = Sélection non qualifiable pour la Coupe du monde

## Amérique du Sud (CONMEBOL)
La Copa América sert de qualification pour la Coupe du monde.
La Copa América féminine 2018 se déroule au Chili du 4 au 22 avril 2018, en formule championnat, sur deux tours (contrairement aux autres confédérations, il n'y a aucun match à élimination directe pour ce tournoi féminin).
- La poule finale se déroule du 16 au 22 avril 2018
  - Les 2 premières équipes sont qualifiées pour la Coupe du monde 2019.
  - La troisième accède au barrage intercontinental face à une équipe de la CONCACAF.

| Place              | Nation    |
| ------------------ | --------- |
| Médaille d'or      | Brésil    |
| Médaille d'argent  | Chili     |
| Médaille de bronze | Argentine |
| 4                  | Colombie  |

- Sélection qualifiée pour la Coupe du monde 2019
- Sélection accédant au barrage intercontinental
- Sélection éliminée

## Océanie (OFC)
La Coupe d'Océanie sert de qualification pour la Coupe du monde.
- La phase finale de la Coupe d'Océanie féminine de football 2018 se déroule en Nouvelle-Calédonie du 18 novembre au 1er décembre 2018.
  - L'équipe qui remporte le titre se qualifie pour la Coupe du monde 2019.

| Place              | Nation                    | Stade de la compétition |
| ------------------ | ------------------------- | ----------------------- |
| Médaille d'or      | Nouvelle-Zélande          | Vainqueur               |
| Médaille d'argent  | Fidji                     | Finale                  |
| Médaille de bronze | Papouasie-Nouvelle-Guinée | Demi-finale             |
| 4                  | Nouvelle-Calédonie        | Demi-finale             |
| 5                  | Tonga                     | Premier tour            |
| 6                  | Tahiti                    | Premier tour            |
| 7                  | Samoa                     | Premier tour            |
| 8                  | Îles Cook                 | Premier tour            |

- Sélection qualifiée pour la Coupe du monde 2019
- Sélection éliminée

## Barrage CONCACAF-CONMEBOL
- Un barrage, les 13 et 18 novembre 2018, sous forme de matchs aller et retour, opposant l'équipe classée quatrième du Championnat féminin de la CONCACAF 2018 et l'équipe troisième de la Copa América 2018 désigne la dernière équipe qualifiée.

### Équipes
- Argentine (CONMEBOL), 3e place de la Copa América
- Panama (CONCACAF), 4e place du Championnat féminin de la CONCACAF

### Matchs
| Équipe    | Aller | Total | Retour | Équipe |
| --------- | ----- | ----- | ------ | ------ |
| Argentine | 4 - 0 | 5 - 1 | 1 - 1  | Panama |

- Sélection qualifiée pour la Coupe du monde 2019
- Sélection éliminée